# Almaty Open
Almaty Open er en tennisturnering for professionelle mandlige spillere, som en gang om året afvikles indendørs på hardcourt i Almaty Arena i Almaty, Kasakhstan. Turneringen blev etableret i 2020 under navnet Astana Open som erstatning for nogle af de mange turneringer, der blev aflyst som følge af COVID-19-pandemien. De første to år indgik turneringen i ATP Tour med en midlertidig licens i kategorien ATP 250. I 2022 blev den en permanent del af touren, og i 2022 blev den midlertidigt opgraderet til kategorien ATP 500. I 2023 blev den igen en del af ATP 250.
I 2021 havde turneringen endvidere deltagelse af kvinder, idet den indgik i WTA Tour 2021 i kategorien WTA 250.
De første fire år blev turneringen afviklet i Astana, men i december 2023 offentliggjort ATP Tour, at turneringen blev flyttet til Almaty med afvikling i Almaty Arena.

## Historie

### Datoer, spillesteder, tilskuertal og præmier
| År   | Datoer                                         | Navn        | Spillested | Tour              | Kategori        | Præmiesum           |
| ---- | ---------------------------------------------- | ----------- | ---------- | ----------------- | --------------- | ------------------- |
| 2020 | 26. oktober - 1. november                      | Astana Open | Astana     | ATP Tour          | ATP 250         | $ 273.345           |
| 2021 | 20. - 26. september 27. september - 3. oktober | Astana Open | Astana     | ATP Tour WTA Tour | ATP 250 WTA 250 | $ 480.000 $ 235.238 |
| 2022 | 3. - 9. oktober                                | Astana Open | Astana     | ATP Tour          | ATP 500         | $ 1.900.000         |
| 2023 | 27. september - 3. oktober                     | Astana Open | Astana     | ATP Tour          | ATP 250         | $ 1.017.850         |
| 2024 | 14. - 20. oktober                              | Almaty Open | Almaty     | ATP Tour          | ATP 250         | $ 1.036.700         |

## Vindere og finalister

### Herresingle
| År               | Vinder               | Finalist           | Finaleresultat |
| ---------------- | -------------------- | ------------------ | -------------- |
| ↓ ATP Tour 250 ↓ |                      |                    |                |
| 2020             | John Millman (1)     | Adrian Mannarino   | 7–5, 6–1       |
| 2021             | Kwon Soon-Woo (1)    | James Duckworth    | 7–6(6), 6–3    |
| ↓ ATP Tour 500 ↓ |                      |                    |                |
| 2022             | Novak Djokovic (1)   | Stefanos Tsitsipas | 6–3, 6–4       |
| ↓ ATP Tour 250 ↓ |                      |                    |                |
| 2023             | Adrian Mannarino (1) | Sebastian Korda    | 4–6, 6–3, 6–2  |
| 2024             | Karen Khachanov (1)  | Gabriel Diallo     | 6–2, 5–7, 6–3  |

### Damesingle
| År   | Vinder                  | Finalist          | Finaleresultat |
| ---- | ----------------------- | ----------------- | -------------- |
| 2021 | Alison Van Uytvanck (1) | Julija Putintseva | 1–6, 6–4, 6–3  |

### Herredouble
| År               | Vinder                                          | Finalist                            | Finaleresultat         |
| ---------------- | ----------------------------------------------- | ----------------------------------- | ---------------------- |
| ↓ ATP Tour 250 ↓ |                                                 |                                     |                        |
| 2020             | Sander Gillé (1) Joran Vliegen (1)              | Max Purcell Luke Saville            | 7–5, 6–3               |
| 2021             | Santiago González (1) Andrés Molteni (1)        | Jonathan Erlich Andrej Vasiljevskij | 6–1, 6–2               |
| ↓ ATP Tour 500 ↓ |                                                 |                                     |                        |
| 2022             | Nikola Mektić (1) Mate Pavić (1)                | Adrian Mannarino Fabrice Martin     | 6–4, 6–2               |
| ↓ ATP Tour 250 ↓ |                                                 |                                     |                        |
| 2023             | Nathaniel Lammons (1) Jackson Withrow (1)       | Mate Pavić John Peers               | 7–6(4), 7–6(7)         |
| 2024             | Rithvik Choudary Bollipalli (1) Arjun Kadhe (1) | Nicolás Barrientos Skander Mansouri | 3–6, 7–6(7–3), [14–12] |

### Damedouble
| År   | Vinder                                      | Finalist                               | Finaleresultat   |
| ---- | ------------------------------------------- | -------------------------------------- | ---------------- |
| 2021 | Anna-Lena Friedsam (1) Monica Niculescu (1) | Angelina Gabujeva Anastasija Zakharova | 6–2, 4–6, [10–5] |